# 2e régiment de tirailleurs de la Garde impériale
Pour les articles homonymes, voir 2e régiment.
Le 2e tirailleurs de la garde est un régiment français des guerres napoléoniennes. Il fait partie de la Jeune Garde.

## Historique du régiment
- 1809 - Créé et nommé 2e régiment de Tirailleurs-grenadiers
- 1810 - 2e régiment de Tirailleurs de la Garde impériale
- 1814 - Dissout.
- 1815 - Reformé 2e Régiment de Tirailleurs de la Garde Imperiale

## Chef de corps
- 1809 : Jean-François Flamand
- 1813 : Vionnet de Maringone
- 8 avril 1813[1] : Louis-Joseph Vionnet
- 1815 : Mosnier

## Batailles
Ce sont les batailles principales où fut engagé très activement le régiment. Il participa évidemment à plusieurs autres batailles, surtout en 1814.
- 1809 :
  - Essling
- 1810 :
  - Usagre
- 1813 : Campagne d'Allemagne
  - Lützen,
  - Bautzen,
  - Dresde
  - 16-19 octobre : Bataille de Leipzig
- 1814 : Campagne de France
  - Brienne,
  - Montmirail,
  - Craonne,
  - Reims,
  - Epernay
  - Coutrai